# Floscularia ringens
Floscularia ringens är en hjuldjursart som först beskrevs av Carl von Linné 1758.  Floscularia ringens ingår i släktet Floscularia och familjen Flosculariidae. Arten är reproducerande i Sverige. Inga underarter finns listade i Catalogue of Life.